# La casa de Quirós (película)
La casa de Quirós es una película argentina en blanco y negro dirigida por Luis Moglia Barth según su propio guion escrito en colaboración con Carlos Arniches sobre la obra teatral homónima de este que se estrenó el 6 de octubre de 1937 y que tuvo como protagonistas a Luis Sandrini, Alicia Vignoli y Miguel Gómez Bao.

## Sinopsis
El severo y anticuado padre de una muchacha enfrenta al pretendiente de su hija.

## Reparto
- Luis Sandrini
- Alicia Vignoli
- Miguel Gómez Bao
- Pilar Gómez
- José Olarra
- Héctor Quintanilla
- Juan Vítola
- Eloy Álvarez

## Comentarios
Para Manrupe y Portela es "una de las primeras casas dcon fantasmas del cine argentino en otra película simple... al servicio de Sandrini", Ulyses Petit de Murat la resumió en "Chistes, frases y retruécanos que carecen de comicidad" y La Nación señaló sobre la actuación de Sandrini: "menos monocorde, con más soltura que en sus últimas películas demuestra que sigue ejerciendo, con su gracia estereotipada, dominio holgado en el grueso de los espectadores".